# Municipio de Pender
El municipio de Pender (en inglés: Pender Township) es un municipio ubicado en el condado de Thurston en el estado estadounidense de Nebraska. En el año 2010 tenía una población de 1162 habitantes y una densidad poblacional de 14,9 personas por km².

## Geografía
El municipio de Pender se encuentra ubicado en las coordenadas 42°7′35″N 96°40′38″O / 42.12639, -96.67722. Según la Oficina del Censo de los Estados Unidos, el municipio tiene una superficie total de 77.99 km², de la cual 77,52 km² corresponden a tierra firme y (0,59 %) 0,46 km² es agua.

## Demografía
Según el censo de 2010, había 1162 personas residiendo en el municipio de Pender. La densidad de población era de 14,9 hab./km². De los 1162 habitantes, el municipio de Pender estaba compuesto por el 95,18 % blancos, el 1,55 % eran amerindios, el 0,17 % eran asiáticos, el 0,69 % eran de otras razas y el 2,41 % eran de una mezcla de razas. Del total de la población el 1,55 % eran hispanos o latinos de cualquier raza.